# Bibata Ouédraogo
Bibata Ouédraogo é feminista burquina, activista dos direitos das mulheres e ex-professora.

## Carreira
Ela é conhecida pelos seus esforços na promoção de direitos sexuais e reprodutivos, bem como direitos à saúde materna para mulheres em Burkina Faso. Ela também realizou pesquisas e campanhas de consciencialização sobre o combate ao HIV/SIDA e trabalha como uma forte defensora contra a discriminação de género e o casamento infantil.
Actualmente ela serve como presidente da filial de Ouahigouya da AFDEB, que é uma associação de mulheres para o desenvolvimento de Burkina Faso. Ela também trabalhou como professora e aposentou-se do ensino em 2013.
Em agosto de 2021 foi listada como uma das sete activistas africanas que merecem um artigo da Wikipedia pela Global Citizen, uma organização internacional e organização de defesa.